# Vamdrup
Vamdrup er en stationsby i Sydjylland med 4.940 indbyggere  (2025), beliggende 8 km syd for Lunderskov, 13 km sydøst for Vejen og 15 kilometer sydvest for Kolding. Byen hører til Kolding Kommune og ligger i Region Syddanmark.
Vamdrup hører til Vamdrup Sogn, og Vamdrup Kirke ligger i byen.

## Geografi
Terrænet omkring Vamdrup er en forholdsvis flad hedeslette, som bl.a. gennemskæres af den øverste del af Kongeåen, der løber syd for byen. Vest for byen får Kongeåen tilløb af Vamdrup Å, som kommer fra Søgård Sø øst for Vamdrup og løber gennem den nordlige del af byen. I den vestlige del af byen får Vamdrup Å tilløb af Nagbøl Å, som løber gennem Bønstrup Sø nord for byen.

## Faciliteter
Vamdrups to tidligere folkeskoler Kongeåskolen og Vester Vamdrup Skole er slået sammen til Vamdrup Skole som afdeling Øst med 0.-3. klasserne og afdeling Vest med 4.-9. klasserne. Børnehuset Broen har også to afdelinger, hvoraf den største ligger ved skolens afdeling Øst.
Skolens afdeling Øst har egen idrætshal, men byens store idrætsanlæg er Arena Syd, der omfatter 3 haller, aktivitetsrum, motionscenter, mødelokaler, svømmehallen Kongeåbadet og skydebaner.
Hotel Vamdrup, der blev opført i 1864, har 4 selskabs-/mødelokaler med plads til 10-200 personer samt 13 værelser.

### Ådalsskolen
Vamdrup Kommunes rådhus fra 1970-2006, hvor Vamdrup var kommunesæde, blev i juni 2010 renoveret og ombygget til en specialskole ved navn Rådhusskolen for ca. 50 børn med socioemotionelle vanskeligheder. I sommeren 2016 blev disse elever flyttet til Parkskolen i Kolding, og det tidligere rådhus blev hjemsted for normaltbegavede børn med diagnoser inden for det autistiske spektrum. Den ny skole Ådalsskolen var en fusion af to mindre skoler i kommunen. Ved at samle eleverne på en større skole undgår de et skoleskift, for de kan tage 0. til 9. klasse ét sted. Ådalsskolen har 108 elever, 94 drenge og 14 piger.

## Historie

### Oldtid og Middelalder
Vamdrup-området har været befolket siden Ældre stenalder. Der er fundet flinteredskaber på Vamdrupgårds marker nær Bønstrup Sø.
Fra bronzealderhøjen Guldhøj i Holt vest for Vamdrup blev der i 1891 udgravet 3 egekistegrave, som i dag er udstillet på Nationalmuseet.
Der er fundet en del tegn på, at området omkring Vamdrup for alvor blev beboet i slutningen af Jernalderen og i Vikingetiden. Navnet Vamdrup stammer fra Vikingetiden, og endelsen –drup angiver, at der er tale om en udflytterlandsby. Det menes dog, at navnet har været knyttet til gården Vamdrupgård, som oprindeligt hed Vamdrup.
Vamdrup Kirke er bygget i romansk stil og stammer fra 2. halvdel af det 12. århundrede. Den er større end de fleste landsbykirker, hvilket peger på en tilknytning til Vamdrupgård samt på, at området har været ganske tæt befolket allerede i den tidlige Middelalder.
Af Valdemar Sejrs jordebog fra 1231 kan udledes, at Vamdrup allerede i den tidlige Middelalder var en del af Anst Herred og dermed en del af Nørrejylland. Da landet senere blev inddelt i sysler, kom Vamdrup med i Almindsyssel, som også er en del af Nørrejylland og i øvrigt var underlagt kongen.

### Vamdrupgård
Vamdrupgård nordvest for byen var tidligere en egentlig borg, og ved gården ligger der stadig et voldsted, som på alle 4 sider er omkranset af vand. Borgholmen gemmer endnu spor af de bygninger, som har været opført på den. Det er ganske vist kun nogle munkestensrester og kampestensfundamenter, der er tilbage, men gamle beskrivelser viser, at hovedbygningen på Christian 4.'s tid har bestået af et 2 stokværk højt borghus med karnap, som har ligget østligst på borgholmen, medens der mod vest har stået forskellige andre bygninger, bl.a. mod sydvest en portbygning, hvorfra en bro førte over voldgraven.
Vamdrupgård omtales første gang i 1460, men er formentlig langt ældre, jævnfør tilknytningen til kirken. Gården har i tidens løb haft mange ejere, og den blev i 1579 solgt af en gren af Rantzaufamilien til Frederik 2. Efter ordre fra Christian 4. blev borgen nedbrudt i 1607 eller senere, og stenene blev genbrugt på Hindsgavl Slot.
I periferien omkring Vamdrupgård opstod der to landsbyer, Vester Vamdrup og Øster Vamdrup. De kendes tilbage fra 1400-tallet. Skellet mellem dem ligger nogenlunde dér, hvor Nørregade forløber i dag.

### Fredericia-Vamdrup-banen
I 1861 blev det i Rigsdagen besluttet at bygge en jernbane fra Fredericia til Flensborg. Det private engelske selskab Peto, Brassey and Betts fik opgaven med at anlægge strækningen. 4. september 1863 mødtes ekspropriationskommissionen for Ribe Amt og repræsentanter for Vamdrup Sogn til et møde om hvilke arealer der skulle eksproprieres til formålet. På mødet blev det udover den konkrete linjeføring bl.a. besluttet, at den kommende station skulle placeres ved vejen mellem Øster Vamdrup og Vester Vamdrup.
Jordarbejderne kom i gang samme efterår, men måtte standses ved krigens udbrud i 1864 og lå stille i et års tid indtil januar 1865, hvor der igen blev sat fuld fart på arbejdet. På den tyske side blev strækningen Flensborg-Vojens åbnet 1. oktober 1864, og 1. november 1866 blev strækningen Fredericia-Vojens åbnet for trafik på begge sider af den nye grænse. Åbningen foregik uden større festivitas – der var blot et par flag og kranse på lokomotiverne.

### Grænsestation
Krigen i 1864 betød, at grænsen kom til at ligge få kilometer syd for Vamdrup. I et par år var det uklart, hvor grænsestationen skulle placeres.
I 1868 blev der indgået en aftale mellem Danmark og Preussen, hvorefter Vamdrup blev endestation for de tyske tog, mens Vojens blev tysk grænsetoldstation. Vamdrup Station blev således den nye grænsestation og samtidig dansk toldstation. At man valgte Vamdrup i stedet for at bygge en station lige ved grænsen skyldes formentlig, at terrænet dér var mose- og engdrag, som det var temmelig vanskeligt at bygge i.
Den første stationsbygning stod fra 1866 til 1911, hvor den brændte og blev genopført som en meget lang træbygning. I den sydlige ende var der danske og tyske jernbanekontorer og 2. klasses ventesal. I midten boede Toldvæsenet, og i den nordlige ende var der 3. klasses ventesal og restaurant.
Stationen var omgivet af spor på alle sider. Den vestlige side kaldtes "den danske side", mens den østlige var "den tyske side". Både nord og syd for stationen var der kuldepot, drejeskive, remise og vandtårn.

### Stationsbyen
Vamdrup blev en af de vigtigste jernbanestationer i Danmark. Stationsforstander i Vamdrup var en af de højeste poster indenfor Statsbanerne. Både jernbanen og nærheden til grænsen betød, at mange statsansatte flyttede til Vamdrup, og det satte gang i en hurtig byudvikling. De overordnede embedsmænds boliger blev opført ved Jernbaneallé, den nuværende Jernbanegade. Det nuværende bibliotek var oprindeligt toldforvalterbolig. Den pompøse stationsforstanderbolig fra 1899 rummer nu Kongeåmuseet, som bl.a. har en model af stationen.
I 1879 beskrives byen således: "Vamdrup Kirke, eenligt beliggende mellem Øster- og Vester-Vamdrup; Vamdrup Præstegaard, ikke langt fra Kirken...Øster-Vamdrup med Skole, Kro og Veirmølle, og Vester-Vamdrup med Skole...Vamdrup Jernbanestation, ved hvilken nu findes en Gjæstgivergaard og flere Gaarde og Huse indrettede til Bedrift. Her findes nu ogsaa Toldsted, hvorved er ansat en Toldforvalter, en Toldcontrolleur og 5 Toldassistenter...Koldingposten meddeler i en Artikel overskrevet En ny By af 24de October 1876: Grændsejernbanestationen og Toldstedet i Vamdrup har i de sidste Aar taget et betydeligt Opsving. Hvorvel Stationen havde et betydeligt Opland, indskrænkede Bygninger ved den sig for 6-7 Aar siden til Gjæstgivergaarden og et par mindre Huse foruden Funktionærernes Boliger. Dette er nu heelt forandret; i det før saa triste Vamdrup som man gjerne vilde ansee for et Slags Siberien, og hvor den ulykkelige Forviste, der var tvungen til der at tage Ophold, neppe kunde faa Tag over Hovedet, end sige en anstændig Bolig for en Familie, forbauses den Tilreisende nu ved at forefinde landlige, men dog velordnede Gader, med pæne, ny opførte og vel vedligeholdte Bygninger paa Siderne hvoriblandt en ny særdeles smuk Veir- og Dampmølle tager sig meget fordeelagtigt ud; man ser store Butiksvinduer med smagfulde Udstillinger, der findes Herreekviperingsmagasiner, Butiker med Manufactur- og Modepynt, Kolonialvarer, Jernkram og Steentøi, Agerdyrkningsmaskiner, Snedkere, Sadelmagere, Malere, Bagere, Skomagere, Slagtere, Kornhandlere osv. Man seer en Mængde Privathuse og fryder sig ved de i Forhold til Klimaet paa dette for Vinden meget udsatte Sted særdeles smukke Haver og Plantninger, der omgive hvert Huus; navnlig maa fremhæves de ved Gaden fra Stationen til den betydelig udvidede, tidssvarende Gjæstgivergaard liggende Bygninger for Told- og Jernbaneembedsmændene, idet der omkring disse af Embedsmændene er foretaget saare Meget til Forskjønnelse af Stedet ved udstrakte Plantninger og betydelige Haveanlæg. Hvad der maa noteres som vistnok enestaaende, er, at Gaderne alle ere tilstrækkelig oplyste indtil Klokken 12 med flere Stenolielamper. Beboerne ere nemlig i dette Efteraar traadte sammen og have anskaffet og indført denne efterlignelsesværdige Foranstaltning, der er et meget stort Gode paa et Sted som Vamdrup, hvor der ikke alene om Dagen er den livligste Færdsel, men ogsaa om Aftenen, navnlig ved Togenes Afgang og Ankomst."
Byen fik mange forretninger, adskillige hoteller, missionshus og to anlæg, hvor statstjenestemændene kunne promenere om søndagen med deres fruer. Der var to læger, jordemoder, privat realskole, posthus, sparekasse og to mejerier. Der kom en række virksomheder til byen, og den fik både gas- og elektricitetsværk.
I 1904 blev byen beskrevet således: "Vamdrup (c. 1340: Wamthorp), delt i Stationsbyen, Øster- og Vester-V., stor købstadlignende Landsby — 1/2 1901 med 219 Huse og 1543 Indb. —, med Kirke (midt mellem Stationsbyen og V.-Vamdrup), Præstegd., 2 Skoler, Realskole, Missionshus (opf. 1899), Apotek, flere Læger, Sparekasse (opr. 1882...Antal af Konti 537), Andelsmejeri, 2 Møller, Vandmølle, Ølbryggeri, Haandværksdrift, Købmandshdlr., Hotel, Gæstgiveri, Markedsplads (Marked i Maj og Sept.), Toldsted (1 Toldforvalter, 3 Toldkontrollører og 8 Toldassistenter), Jærnbane-, Telegraf- og Telefonst. samt Postkontor". I 1911 var indbyggertallet på 2.103.

### Vamdrupbanen
Vamdrup fik også station på privatbanen Kolding Sydbaner (1911-48), der havde to linjer: Hejlsmindebanen Kolding-Hejlsminde og Vamdrupbanen Kolding-Vamdrup via Taps. Vamdrupbanen fik endestation på Sydbanernes egen Vamdrup Østbanegård, hvorfra der gik et forbindelsesspor til DSB-stationen, så man kunne udveksle godsvogne. Østbanegårdens stationsterræn var 410 m langt og strakte sig langs Duevej og Sydbanegade. Stationsbygningen er revet ned, og der er nu parkeringsplads og butikker på Sydbanegade. Foruden Østbanegården havde Vamdrupbanen et trinbræt i Øster Vamdrup, som stadig var en selvstændig landsby og først voksede sammen med (Vester) Vamdrup efter banens tid.

### Verdenskrig og genforening
Udbruddet af 1. Verdenskrig betød, at eksporten til Tyskland steg betydeligt. Da der blev knaphed på en række varer i Danmark, blev der indført udførselsforbud, og så steg smugleriet. Her fik Vamdrup en central placering, ikke mindst for det tyske post- og jernbanepersonale, som havde rige muligheder for at smugle varer ud af Danmark. Nogle borgere i Vamdrup fik dog også øjnene op for de nye muligheder. De danske grænsegendarmer gjorde en stor indsats for at dæmme op for smugleriet.
Efterhånden som krigen varede ved, begyndte der at dukke stadig flere flygtninge op. I starten var det mest dansksindede sønderjyder, som ikke ville i tysk militærtjeneste. Senere steg antallet af undslupne russiske og franske krigsfanger. Efter krigens slutning etablerede vamdrupborgerne grænseboder, hvor sønderjyderne kunne købe varer, som der var mangel på i Tyskland.
25. januar 1920 passerede et særtog Vamdrup Station i retning sydpå. Toget medførte den internationale kommission, som skulle gennemføre afstemningen om genforening. På stationen spillede et musikkorps, mens alle de internationale gæster spiste morgenmad i stationens restaurant.
Genforeningen i 1920 var imidlertid en katastrofe for byen Vamdrup. Grænsestationen flyttede til Padborg og fjernede med ét slag en stor del af byens indtægtsgrundlag. Huspriserne faldt drastisk, efterhånden som alle de statsansatte og andre med grænsen som indtægtsgrundlag (ca. 250 familier) flyttede sydpå, og det resulterede i, at mange pensionister valgte at flytte til byen. I flere årtier havde Vamdrup derfor ry for at være en pensionistby.

### Genrejsning
Vamdrup rejste sig kun langsomt ovenpå katastrofen, og lettere blev det naturligvis ikke af den generelle krise i samfundet i 1920'erne og 1930'erne. I 1934 blev Sydjydsk Andelsfjerkræslagteri opført lige øst for jernbanestationen. Samtidig begyndte der at komme mindre virksomheder indenfor trævareindustrien.
I 1955 kom det næste store spring, da Jernstøberiet Kongeå blev placeret i Vamdrup. Det blev startskuddet til, at kommunen for alvor satsede på en industriel udvikling. Industrivej blev anlagt, og en lang række nye virksomheder kom til Vamdrup. Placeringen nær ved jernbanen og en rimelig afstand til det overordnede vejnet har haft stor betydning for en række af dem – fx de to store isoleringsvirksomheder Rockwool og Isover samt biltransportøren Dansk Auto Logik.
I begyndelsen af 1960'erne fik Vamdrup en flyveplads, først på et område ved Hafdrup, men i 2001 på den nuværende placering mellem Vamdrup og Hjarup ved Primærrute 25 under navnet Koldingegnens Lufthavn. Der foregår en livlig trafik på Kolding Lufthavn, som den i 2016 skiftede navn til.

### Kommunen
Ved kommunalreformen i 1970 blev Vamdrup Sognekommune lagt sammen med Hjarup og Ødis sogne med Vamdrup som hovedby. For Hjarups vedkommende var det en form for genforening, idet Hjarup var blevet skilt ud fra Vamdrup i 1906. Vamdrup Kommune indgik ved kommunalreformen i 2007 i Kolding Kommune.

## Kendte personer
- Nis Petersen (1897-1943), digter og forfatter.
- Herluf Christensen (1924-1970), sprinter, der vandt 3 medaljer ved danske mesterskaber i 400 meter løb.
- Mike Legarth (1960-), politiker, racerkører, tidligere borgmester for Vamdrup Kommune.
- Pierre Legarth (1966-), ejendomsinvestor.
- Jørn Dohrmann (1969-), politiker (MF, MEP)
- Johnny Mølby (1969-), dansk fodboldspiller (16 landskampe, EM 1992) og træner.
- René Fredensborg (1972-), journalist, radiovært og forfatter.
- Jesper Buch (1975-), iværksætter, investor og medstifter af Just Eat. Flyttede til Spanien i 2008.
- Lasse Boesen (1979-), håndboldspiller med 159 kampe på det danske landshold. Har også spillet i flere udenlandske klubber.